# Terroranschlag in Aqtöbe 2016
Der Terroranschlag in Aqtöbe am 5. Juni 2016 waren mehrere Attentate in der westkasachischen Stadt Aqtöbe, bei denen insgesamt 25 Menschen getötet wurden, darunter 18 Angreifer. Dabei kam es zu Angriffen auf zwei Waffengeschäfte und einen Stützpunkt der kasachischen Nationalgarde durch mehrere bewaffnete Angreifer. In den folgenden Tagen kam es in der Stadt zu mehreren Feuergefechten zwischen den Sicherheitsbehörden und weiteren mutmaßlichen islamistischen Extremisten. Es war der bislang schwerste Terroranschlag in Kasachstan.

## Tathergang
Bei einem Versuch, Waffen zu erbeuten, überfiel eine Gruppe aus mehreren islamistischen Extremisten zwei Waffengeschäfte und einen Stützpunkt der Nationalgarde. Im Waffengeschäft Pallada (Паллада) erschossen die Angreifer einen Verkäufer und einen Sicherheitsmann und verletzten drei Polizisten bei der Ankunft am Tatort. Beim Verlassen des Geschäftes töteten sie einen weiteren Passanten. Bei einem zweiten Attentat auf das Waffengeschäft Pantera (Пантера) wurde ein Kunde getötet und ein weiterer verletzt. Bei dem darauffolgenden Schusswechsel mit der Polizei wurden drei Angreifer getötet und einer festgenommen.
Bei einem dritten Angriff auf einen Stützpunkt der kasachischen Nationalgarde um 14:35 Uhr (UTC+5) kamen drei Soldaten ums Leben. Die Gruppe von bis zu 15 bewaffneten Angreifern drangen mit einem Bus, nachdem sie diesen zuvor in ihre Gewalt gebracht und anschließend den Busfahrer und die Fahrgäste zum Aussteigen gezwungen hatten, durch das Eingangstor in den Stützpunkt ein. Anschließend eröffneten sie das Feuer auf anwesende Soldaten und töteten drei und verletzten sechs von ihnen. Ein weiteres Vordringen in den Innenbereich wurde von den Soldaten verhindert. Ein Angreifer wurde von den Sicherheitskräften erschossen. Ein zweiter Angreifer wurde verletzt, er wurde festgenommen.
In der folgenden Nacht wurden bei einem Anti-Terror-Einsatz von Sondereinheiten weitere fünf Personen getötet und zwei festgenommen, die mutmaßlich in die Attentate verwickelt waren. Bei einem weiteren Schusswechsel zwischen der Polizei und Extremisten am 10. Juni kamen nochmals fünf Angreifer ums Leben, zwei Polizisten wurden verletzt.

## Täter
Der Sprecher des kasachischen Innenministeriums, Almas Sadubajew, bezeichnete die Angreifer als „Anhänger radikaler, nicht-traditioneller religiöser Bewegungen“, eine häufig verwendete Bezeichnung für Islamisten in Kasachstan. Der kasachische Innenminister Qalmuchanbet Qassymow erklärte später, dass die Anweisungen für diese Angriffe aus Syrien gekommen sein sollen. Ihr Ziel sei die Erbeutung von Waffen und anschließend Angriffe auf Strafanstalten und Verwaltungsgebäude gewesen. Insgesamt waren 45 Personen darin verwickelt, von denen sich aber 19 Personen kurz vorher vor den Attentaten zurückgezogen haben.

## Hintergrund des Anschlags
Nach einer von der Forschungsstelle Osteuropa an der Universität Bremen veröffentlichten Analyse ist in Kasachstan seit Jahren das Phänomen des Zusammenwachsens von Kleinkriminalität und gewaltbereiten Extremismus zu beobachten, dabei würden Diebstähle und Raubüberfälle begangen, um die extremistischen Tätigkeiten zu finanzieren. Im Vergleich mit anderen Ländern seien radikal religiöse Ideen in Kasachstan nur wenig verbreitet. Die Analyse scheint dabei auf Erhebungen des Pew Research Center zu verweisen, ohne die Quelle des angebotenen Datenmaterials explizit zu nennen.
Weiter verweist die Analyse auf eine im Rahmen eines Forschungsprojekts der Generalstaatsanwaltschaft der Republik Kasachstan und des Zentrums für Sicherheitsprogramme vom Zentrum für Sozial- und Politikforschung durchgeführte empirische Studien, in deren Verlauf Interviews mit 13 in den kasachischen Gefängnissen in Aqtöbe, Atbasar, Arkalyk und Aktau, inhaftierten Strafgefangenen geführt wurden (Aqtöbe: 8, Arkalyk: 3, Atbasar: 1, Aktau: 1).
Die Motivation der Täter liege häufig in Gewalterfahrungen in der frühen Kindheit, einer allgemeinen sozialen Verwahrlosung sowie frühen Kontakt mit kriminellen und halbkriminellen Milieus an sozialen Brennpunkten Kasachstans.